# 木崎文智
木崎文智（1969年3月10日—），日本男性動畫導演、動畫師。出身於福岡縣。

## 人物簡介
東京動畫學院畢業後，以動畫師進入Studio Giants，並與同事夥伴仲間一起另成立。
參加以來作為作畫監督活躍，2005年以執導《BASILISK ～甲賀忍法帖～》一舉獲得國內外的熱烈支持與歡迎。

## 主要參加作品

### 電視動畫
1990年代
- 花的魔法使瑪麗貝爾（1992年－1993年，原畫）
- 幽☆遊☆白書（1994年，作畫監督、原畫）
- 霸王大系龍騎士（1994年，原畫）
- 魔法騎士雷阿斯（1995年，作畫監督、原畫）
- 鬼神童子ZENKI（1995年，作畫監督）
- 新世紀福音戰士（1995年，原畫）
- 神秘的世界（1995年，OP原畫）
- 鋼鐵神兵（1996年，分鏡、原畫）
- 魔法少女砂沙美（1996年，OP原畫）
- 魯邦三世：瓦爾薩P38（日语：ルパン三世 ワルサーP38）（1997年，人物設定、作畫監督）
- MAZE☆爆熱時空（1997年，分鏡、演出、機械作畫監督）
- VIRUS ‐VIRUS BUSTER SERGE‐（日语：VIRUS）（1997年，作畫監督）
- 吸血姬美夕（1997年－1998年，原畫）
- Weiß kreuz（1998年，OP1原畫）
- 秋葉原電腦組（1998年，原畫）
- 槍神Trigun（1998年，分鏡）
- SHADOW SKILL -影技-（1998年，人物設定、作畫監督）
- Generator Gawl（日语：ジェネレイターガウル）（1998年，原畫）
- 機械女神J to X（1999年，原畫）
- 平行世界物語（日语：デュアル!ぱられルンルン物語）（1999年，OP原畫）
- D4公主朵莉絲（1999年，原畫）
- BLUE GENDER（1999年－2000年，人物設定、總作畫監督）
- 地球防衛企業（1999年，原畫）

2000年代
- 徽章戰士（2000年，原畫）
- 深藍救兵（2000年，原畫）
- 銀河冒險戰記（2000年，原畫）
- 通靈王（2001年，OP1原畫）
- PROJECT ARMS（2001年，原畫）
- 銀河冒險戰記 the second stage（2001年，原畫）
- 超重神GRAVION（2002年，特別人物設定、作畫監督、機械作畫監督、原畫）
- The Big O second season（2003年，原畫）
- 攻殻機動隊 STAND ALONE COMPLEX（2003年，作畫監督、原畫）
- 魔法少年賈修（2003年，OP1原畫）
- 銀河鐵道物語（2003年 - 2004年，人物設定、作畫監督）
- 超重神GRAVION Zwei（2004年，OP分鏡&演出）
- BASILISK ～甲賀忍法帖～（2005年，導演[2][3]）
- 新宇宙飛龍（2005年，原畫）
- 爆炸頭武士（2007年，導演）

2010年代
- X戰警 (2011年動畫)（日语：エックスメン (2011年のアニメ)）（2011年，導演）
- 魔劍姬！（2011年，OP分鏡&演出）

2020年代
- 咒術迴戰（2020年，分鏡）

### OVA
- 超時空世紀歐卡斯02（1994年，原畫）
- I·R·I·A ZEIRAM THE ANIMATION（日语：I・R・I・A ZEIRAM THE ANIMATION）（1994年，人物設定）
- 卒業 ～Graduation～（1995年，原畫）
- Macross Plus（1995年，原畫）
- 機械女神R（1995年，原畫）
- 霸王大系龍騎士 亞迪傳說（1995年，原畫）
- 新海底軍艦（1995年，原畫）
- 火焰之紋章 紋章之謎（1996年，原畫）
- Ninja者（日语：Ninja者）（1996年，作畫監督、原畫）
- Idol Project（日语：アイドルプロジェクト）（1997年，原畫）
- 魔法騎士雷阿斯（1997年，原畫）
- 鬼神童子ZENKI外傳 ～黯鬼奇譚～（1997年，人物設定、作畫監督）
- 真蓋特機器人 世界最後之日（1998年，原畫）
- 太陽之船（日语：太陽の船 ソルビアンカ）（1999年，原畫）
- 菜菜子解體診書（1999年，原畫）
- 高校鐵拳傳（日语：高校鉄拳伝タフ）（2002年，人物設定、總作畫監督、作畫監督）
- 魔法護士小麥（2003年，作畫監督（助理）、原畫）
- 鴉 -KARAS-（2005年，原畫）
- 超級快打旋風IV（2010年，導演）[注 1]

### 電影動畫
- 幽☆遊☆白書：冥界死鬥篇 炎之絆（1994年，作畫監督）
- 劇場版 數碼寶貝大冒險02（2000年，原畫）
- 爆炸頭武士：復活（2009年，導演）
- BAYONETTA BLOODYFATE（2013年，導演、分鏡、演出）
- 人間失格（2019年，導演）

### 遊戲
- WILD ARMS Advanced 3rd（日语：ワイルドアームズ アドヴァンスドサード）（2002年，OP作畫監督、原畫）

## 腳註